# معجم قبائل الحجاز
معجم قبائل الحجاز هو كتاب من كتب نسب وتاريخ القبائل، ألفه المؤرخ عاتق البلادي (1352 هـ - 1431 هـ)، يعد الكتاب معجما مرتبا ترتيبا هجائيا بأسماء القبائل العربية التي سكنت منطقة الحجاز منذ فجر التاريخ إلى العصر الحديث الذي عاش فيه المؤلف، وقد تتبع فيه بطون القبائل تنازليا من أكبر القبائل إلى أصغر الأسر الموجودة في عصره، وقد زار المؤلف معظم القبائل الموجودة وأخذ عن أفواه رجالها الرواة للأنساب بشكل تفصيلي، يقع الكتاب في ثلاثة مجلدات.